# Língua mari
O mari, cheremisse ou tchremisso é uma macrolíngua urálica, falada oficialmente na República de Mari, na Rússia, por cerca de 509 mil pessoas. Divide-se basicamente em duas línguas literárias, que configuram ambos os dialetos, conforme o Ethnologue: o mari das montanhas e o mari das campinas. O mari noroestino e o mari oriental são respectivamente considerados parte do mari das colina e do mari das campinas pelo Ethnologue, mas como outras duas variedades por linguistas soviéticos que dividem o mari em dois idiomas propriamente ditos e internamente mutuamente inteligíveis.

## Gramática
Assim como outras linguagens urálicas, Mari é uma língua aglutinante. Ela não tem gênero gramatical, e não usa artigos.

## Ortografia
A língua Mari é escrita predominantemente com o uso do alfabeto cirílico.